# Concours Eurovision de la chanson 2012
Vous lisez un « bon article » labellisé en 2013.
« Eurovision 2012 » redirige ici.  Pour le concours junior, voir Concours Eurovision de la chanson junior 2012.
Light Your Fire!
- Pays participants qualifiés pour la finale
- Pays participants éliminés en demi-finale
- Pays ayant participé dans le passé

Düsseldorf 2011 Malmö 2013
Le Concours Eurovision de la chanson 2012 est la 57e édition annuelle du Concours Eurovision de la chanson. Après la victoire de Ell & Nikki lors du concours 2011, le festival a lieu à Bakou, capitale de l'Azerbaïdjan. Les deux demi-finales ont lieu les 22 et 24 mai 2012 tandis que la finale a lieu le 26 mai 2012 dans le Baku Crystal Hall construit pour l'occasion. Quarante-deux pays participent au concours. Le Monténégro revient après avoir participé pour la dernière fois en 2009, et la Pologne et l'Arménie renoncent à participer.
Plusieurs organisations de défense des droits de l'homme protestent contre les difficultés à exprimer leurs inquiétudes concernant le régime du gouvernement azerbaïdjanais. L'Arménie ne participe pas au concours en raison de craintes concernant la sécurité de sa délégation à cause du conflit du Haut-Karabagh en cours avec le pays hôte.
Le design du concours est construit autour du slogan Light your fire ! (Allumez votre feu ! en français) inspiré par le surnom « Terre de feu » par lequel l'Azerbaïdjan est communément appelé. Le système de télévote revient au format d'une fenêtre de 15 minutes, déjà utilisé entre le concours 1998 et le concours 2009 où les lignes téléphoniques et SMS sont ouvertes uniquement après l'interprétation de toutes les chansons. Les votes de chaque pays sont déterminés par un système de 50/50 dans lequel le public et le jury national représentent chacun 50 % des voix.
Le concours est remporté par la chanteuse Loreen qui représente la Suède avec la chanson Euphoria, écrite par Thomas G:son et Peter Boström, qui obtient un total de 372 points. La Russie finit deuxième tandis que la Serbie termine troisième. Elles sont suivies par le pays hôte, l'Azerbaïdjan, qui atteint la quatrième place et par l'Albanie qui réalise son premier top 5 en prenant la cinquième place. L'Allemagne, l'Italie et l'Espagne sont les trois membres du Big Five à atteindre le top 10 en terminant respectivement à la huitième, neuvième et dixième place.

## Préparation du concours

### Lieu
| \| Bakou \| Localisation de la ville hôte en Azerbaïdjan. |
| Bakou                                                     |

La première participation de l'Azerbaïdjan à l'Eurovision remonte à 2008 et le pays participe à chaque édition depuis. Le 14 mai 2011, il remporte le concours 2011 avec la chanson Running Scared de Ell et Nikki, ce qui permet à cette nation du Caucase et à la ville de Bakou d'organiser la compétition en 2012,. Bakou est la capitale et la plus grande ville d'Azerbaïdjan et du Caucase et est située sur la rive sud de la péninsule d'Abşeron sur la mer Caspienne. La population urbaine de Bakou début 2009 était estimée à un peu plus de deux millions d'habitants. Officiellement, 25 % des habitants du pays habitent dans l'agglomération de Bakou.
Le 16 mai 2011, la construction d'une salle de concerts de 23 000 places, près de la place du drapeau national à Bakou, pour le concours 2012, est annoncée,. Trois jours plus tard, les organisateurs annoncent qu'ils pourraient utiliser le stade Tofiq-Béhramov, qui contient 37 000 sièges, ou le complexe sportif et d'exposition Heydar Aliyev. Cependant, le 2 août 2011, la convention principale est signée avec Alpine Bau Deutschland AG pour la construction du Baku Crystal Hall dont les préparatifs débutent dans une zone qui se situe vers la place du drapeau national. Même si le coût total du contrat n'est pas dévoilé, le gouvernement alloue 6 millions de manats azerbaïdjanais (soit un peu moins de 5 800 000 €) pour la construction du centre. Deux jours plus tard, le début de la pose des fondations du bâtiment est confirmé. Celles-ci sont terminées le 14 octobre 2011 sans, toutefois, qu'il n'y ait une confirmation du lieu du concours par l'Union européenne de radio-télévision (UER) qui l'organise. En cas de problème avec le Baku Crystal Hall, le stade Tofiq-Béhramov, rénové pour accueillir la Coupe du monde de football féminin des moins de 17 ans en septembre-octobre 2012, aurait été utilisé en option de secours.
| \| Stade Tofiq-Béhramov Complexe sportif et d'exposition Heydar Aliyev Baku Crystal Hall \| Localisations des trois sites proposés à Bakou (Azerbaïdjan). |
| Stade Tofiq-Béhramov Complexe sportif et d'exposition Heydar Aliyev Baku Crystal Hall                                                                     |

Le 5 septembre 2011, il est annoncé que l'infrastructure pourra accueillir jusqu'à 23 000 spectateurs et contenir des salons VIP. Cependant, seules 16 000 personnes assisteront à chaque soirée du concours. Trois jours plus tard, Azad Azerbaijan TV (ATV) indique que le Baku Crystal Hall serait le lieu du Concours Eurovision de la chanson 2012 bien qu'ATV n'en soit pas le diffuseur officiel. Cette information n'est pas confirmée par l'UER à ce moment-là. Le 31 octobre, Ismayil Omarov, le directeur général du diffuseur national azerbaïdjanais İctimai Televiziya, annonce qu'une décision sur le choix du lieu du concours sera prise par le comité directeur au mois de janvier. Et le 25 janvier 2012, la confirmation tombe : le Baku Crystal Hall est bien le lieu où se déroulera Concours Eurovision de la chanson 2012. Les billets pour le festival deviennent disponibles à l'achat en ligne le 28 février,.

### Organisation
Lors d'une réunion du Groupe de Référence du Concours Eurovision de la chanson le 29 juin 2011, ses membres décident du retour du format du télévote sous la forme d'une fenêtre de 15 minutes, comme c'était déjà le cas entre 1998 et 2009, c'est-à-dire où les lignes téléphoniques et de SMS sont seulement ouvertes après l'interprétation de toutes les chansons (au lieu d'une ouverture des lignes dès le début de la compétition comme lors des concours 2010 et 2011). Le système pour les deux demi-finales et la finale reste inchangé avec le vote de chaque pays qui est déterminé à 50 % par le vote du public et à 50 % par celui d'un jury national, composé de cinq professionnels de l'industrie musicale.
Conformément aux règles officielles publiées le 24 novembre 2011, le nombre de participants à la finale s'élève à 26. Ces participants sont le pays hôte, le Big Five ainsi que les dix qualifiés de chaque demi-finale. C'est la seconde fois (et la première depuis 2003) qu'il y a vingt-six pays en finale,,.

### Partenaires du concours
Le plus gros opérateur de télécommunications azerbaïdjanais, Azercell, est choisi comme partenaire principal du concours. Le 1er décembre 2011, Brainpool devient le producteur officiel de la compétition. İTV a choisi cette société de production allemande car elle a été impressionnée et satisfaite de son travail lors du concours 2011. Enfin, l'édition 2012 comporte également comme partenaires officiels la marque allemande de cosmétiques Schwarzkopf, déjà présente lors des concours 2009 et 2011, ainsi que la compagnie nationale pétrolière azerbaïdjanaise SOCAR et la brasserie Baltika Baku.

### Présentateurs
Les présentateurs des trois soirées du concours 2012 sont les animatrices de télévision Leyla Aliyeva et Nargiz Birk-Petersen ainsi que le chanteur et vainqueur du concours 2011, en tant que membre de Ell & Nikki, Eldar Qasımov,.

### Slogan et identité visuelle

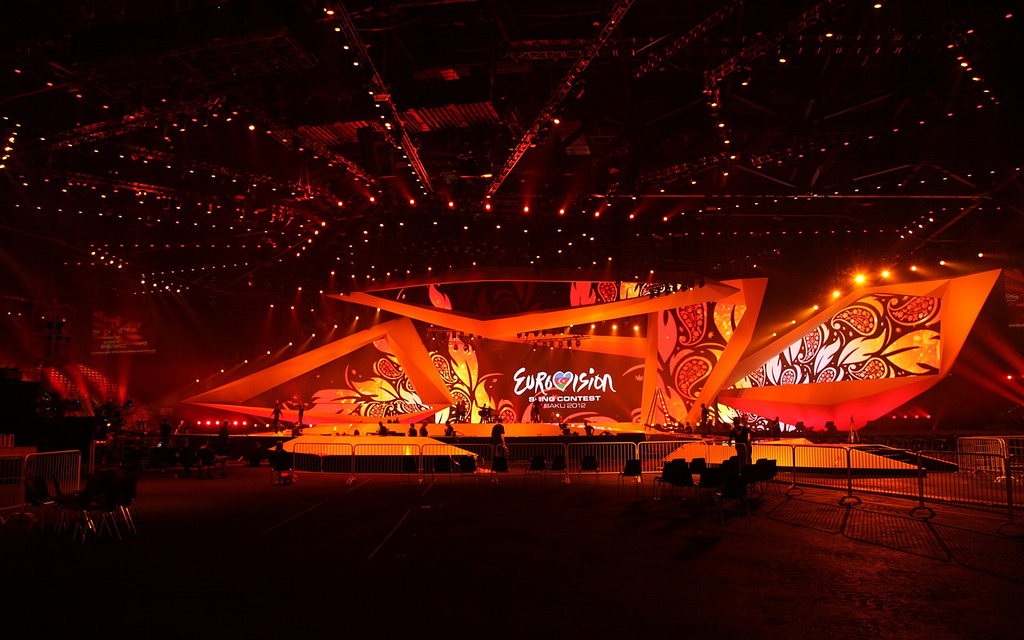
Intérieur du Baku Crystal Hall.

Le concept est construit autour du slogan Light your fire! (Allume ton feu ! en français), inspiré par le surnom de l’Azerbaïdjan, « Terre de feu ».
Les infographies concernant l'artiste, la chanson, et les numéros ainsi que les tableaux et les votes sont les mêmes que celles utilisées en 2011 avec, toutefois, une légère mise à jour pour intégrer les couleurs de 2012. Les points de 1 à 7 sont mis en évidence dans des carrés rouges tandis que les 8, 10 et 12 points sont surlignés dans des carrés orange dont la surface varie selon la valeur du point. Comme l'année précédente, l'ensemble des infographies a été conçu par l'agence londonienne Turquoise Branding,.

## Concours

### Pays participants
Le 17 janvier 2012, l'UER annonce que 43 pays prendront part au Concours 2012. La 57e édition voit le retour du Monténégro qui avait été représenté pour la dernière fois, en 2009, par Andrea Demirović. La Pologne se retire de la compétition en raison du poids financier du Championnat d'Europe de football 2012 (que la Pologne coorganise avec l'Ukraine) et des Jeux olympiques d'été de 2012. Le 7 mars 2012, l'Arménie, qui devait participer, se retire du concours en raison de craintes pour la sécurité de sa délégation dans le contexte de la guerre du Haut-Karabagh toujours en cours avec l'Azerbaïdjan. Finalement, 42 pays, comme en 2007 à Helsinki et en 2009 à Moscou, participent au concours à Bakou. Au total, huit pays ne font pas leur retour à l'Eurovision en 2012. Un autre s'est montré intéressé par un début qui ne s'est pas concrétisé. Ces pays sont :
- Andorre – Le 19 octobre 2011, le pays annonce qu'il prévoit de ne pas participer en 2012 et de se retirer de l'UER en raison de difficultés financières[36]. La dernière participation du pays était en 2009.
- Arménie – Le 7 mars 2012, l'UER annonce que la télévision publique arménienne se retire du concours à la suite d'un discours du président azerbaïdjanais Aliyev du 28 février 2012 où il a déclaré : « Nos principaux ennemis sont les Arméniens du monde entier et les politiciens hypocrites et corrompus sous leur [sic] contrôle. »[37]. Le pays est condamné à une amende par l'UER et aurait pu faire face à des sanctions supplémentaires allant jusqu'à l'exclusion du pays lors des concours futurs s'il n'avait pas réussi à se conformer aux exigences de l'UER[38]. La dernière participation du pays était en 2011.
- Luxembourg – Le 31 décembre 2011, RTL Luxembourg confirme que le Grand-Duché ne participe pas à l'Eurovision 2012[39]. La dernière participation du pays était en 1993.
- Maroc – Dans une interview avec la délégation française, on apprend que le Maroc est « susceptible de revenir » dans la compétition en 2012 avec la chaîne publique 2M[40]. Les rumeurs sur le retour de ce pays dans le concours, après une absence de plus de trente ans, se renforcent à la suite d'une réunion de l'UER à Genève[41],[42]. Toutefois, il ne participe pas au concours en 2012. La seule participation du pays était en 1980.
- Monaco – À la suite d'une réunion de l'UER à Genève, le 23 novembre 2011, l'information selon laquelle le pays envisageait un retour à l'occasion du concours 2012 circule[41]. Toutefois, le 3 décembre 2011, Phil Bosco, un ancien chef de délégation déclare à un site francophone que le radiodiffuseur national monégasque Télé Monte Carlo (TMC) n'a pas l'intention de revenir dans le Concours Eurovision dans un avenir proche car il ne possède pas le budget pour cela[43]. La dernière participation du pays était en 2006.
- Pologne – En novembre 2011, l'information selon laquelle le pays se serait retiré du Concours 2012 est affichée sur la page officielle Facebook de Telewizja Polska (TVP)[44]. Ce retrait est confirmé le 16 décembre. En effet, le diffuseur préfère se focaliser sur le Championnat d'Europe de football 2012 (que la Pologne coorganise avec l'Ukraine) et sur les Jeux olympiques d'été de 2012 mais déclare toutefois qu'un retour en 2013 n'est pas écarté[45],[46],[47]. La dernière participation du pays était en 2011.
- Tchéquie – Le 24 novembre 2011, l'annonce des émissions à venir de la Česká televize montre que le pays ne compte pas participer au concours 2012[48]. La dernière participation du pays était en 2009.
- Liechtenstein – Le 26 novembre 2011, l'annonce de l'existence de deux documents officiels de l'UER (datant de mars et octobre 2011) montrant que le seul diffuseur national du Liechtenstein, 1 Fürstentum Liechtenstein Television (1FLTV), est un membre actif de l'UER suscite des rumeurs sur une première de cette nation à l'Eurovision[49]. Cependant, le 29 novembre 2011, on annonce que ces documents sont erronés et que par conséquent, un début dans le Concours n'est pas encore prévu[50].

### Tirage au sort des demi-finales

Pays participant à la première demi-finale
Pays pré-qualifié votant dans la première demi-finale
Pays participant à la deuxième demi-finale
Pays pré-qualifié votant dans la deuxième demi-finale

Les tirages au sort des ordres de passage se déroulèrent en plusieurs étapes. Premièrement, le partenaire commercial de l’UER pour le télévote, l’entreprise allemande Digame, répartit les demi-finalistes en six lots, selon leur historique de vote et leur proximité géographique.
| Lot 1                                                                               | Lot 2                                                       | Lot 3                                                          | Lot 4                                                      | Lot 5                                                         | Lot 6                                                                |
| ----------------------------------------------------------------------------------- | ----------------------------------------------------------- | -------------------------------------------------------------- | ---------------------------------------------------------- | ------------------------------------------------------------- | -------------------------------------------------------------------- |
| - Albanie - Bosnie-Herzégovine - Croatie - Macédoine - Monténégro - Serbie - Suisse | - Danemark - Estonie - Finlande - Islande - Norvège - Suède | - Biélorussie - Géorgie - Israël - Moldavie - Russie - Ukraine | - Arménie - Belgique - Chypre - Grèce - Pays-Bas - Turquie | - Irlande - Lettonie - Lituanie - Malte - Portugal - Roumanie | - Autriche - Bulgarie - Hongrie - Saint-Marin - Slovénie - Slovaquie |

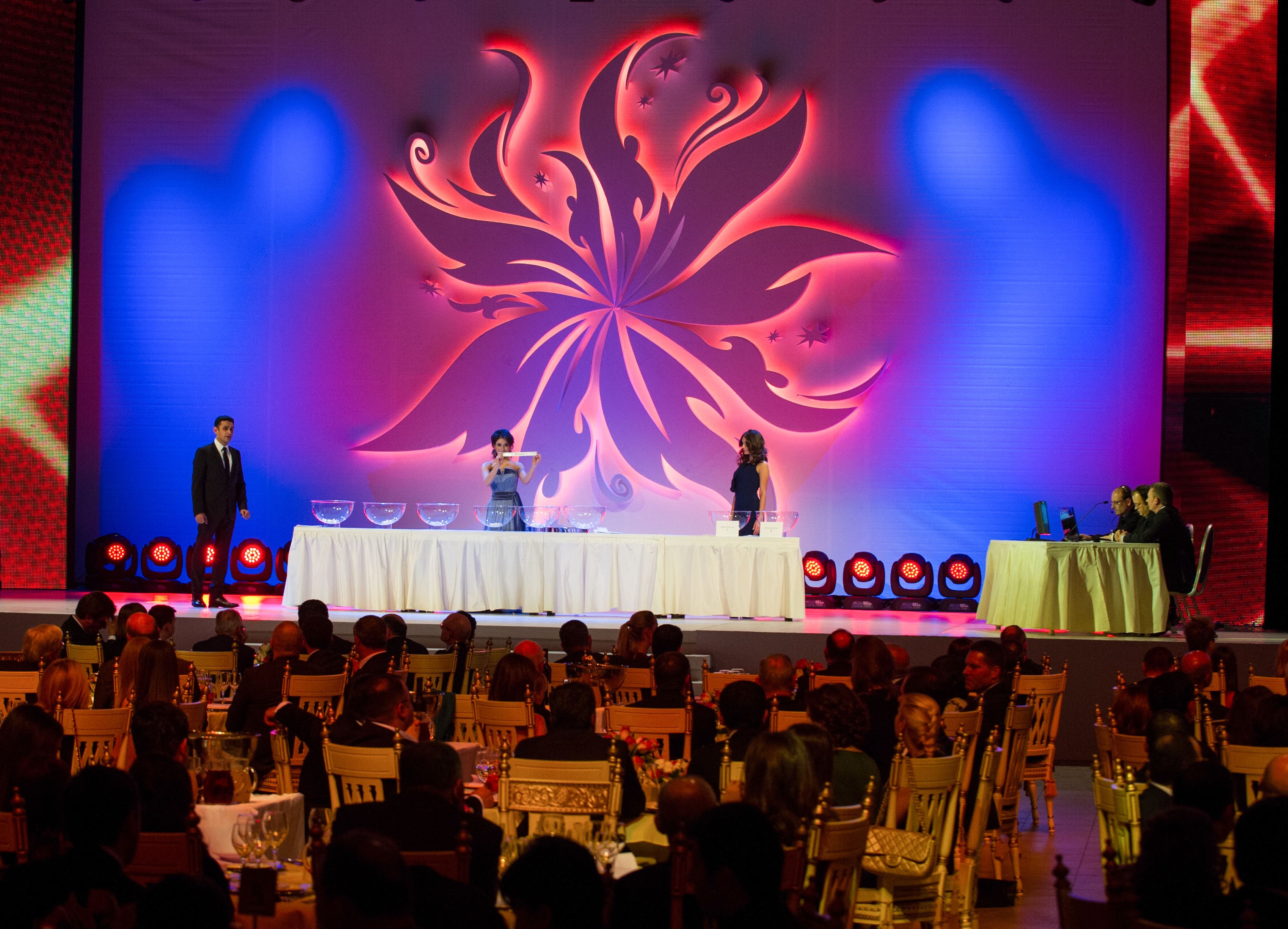
Cérémonie pour le tirage au sort de la répartition des demi-finales au Buta Palace de Bakou.

Ensuite, le 25 janvier 2012, eut lieu, au Buta Palace de Bakou, le tirage au sort des participations aux demi-finales. La moitié des pays de chaque lot furent inscrits dans la première demi-finale ; l'autre, dans la deuxième. Afin de faciliter l'organisation des répétitions et l'arrivée des délégations étrangères à Bakou, chaque pays fut inscrit, soit en première, soit en deuxième partie de soirée. Quant aux finalistes automatiques, l'Azerbaïdjan, l’Espagne et l'Italie furent inscrits dans la première demi-finale ; l’Allemagne, la France et le Royaume-Uni, dans la deuxième. Enfin, deux wildcards ont été attribués dans chaque demi-finale et une à un des pays du big 5, ces wildcards donnent le droit à certains pays de choisir leur ordre de passage. Lors de la première demi-finale, ces 2 wildcards ont été attribuées à la Finlande et à l'Irlande. Lors de la deuxième demi-finale, ces 2 wildcards ont été attribués à l'Ukraine et à la Lituanie. C'est finalement l'Espagne qui a reçu la wildcard pour la finale,.

### Artistes de retour
Quatre artistes font leur retour dans le concours de cette année. D'abord, Kaliopi, pour la Macédoine, revient après avoir participé au concours de 1996 avec la chanson Samo ti, qui s'était placée en 26e position lors de la pré-sélection,. Ensuite, l'Islandais Jónsi et le Serbe Željko Joksimović reviennent dans le concours après avoir tous les deux participé en 2004. En effet, Joksimović avait représenté la Serbie-et-Monténégro en 2004 avec la chanson Lane moje qui s'était classée deuxième cette année-là alors que Jónsi avait interprété Heaven qui avait terminé à la 19e position. Enfin, pour la deuxième année consécutive, Jedward représente l'Irlande après sa huitième place obtenue lors de la finale de 2011 avec la chanson Lipstick,.

### Cartes postales
Chaque vidéo introduisant chaque passage d'un pays participant est présentée comme une carte postale. Elle débute par une image des artistes suivie du drapeau et du nom du pays écrit dans une police manuscrite avec en fond le jaune, orange et rouge feu utilisés dans le logo et dans la charte graphique du concours 2012. Les cartes postales se composent de divers plans de l'Azerbaïdjan avec une légende affichant « Azerbaïdjan » et en dessous « Terre de ... » (par exemple, « Terre d'abondance », « Terre de poésie »…) suivis par le nom d'une ville ou par une caractéristique géographique qui montre le paysage et/ou la culture du pays. Certaines cartes postales se concentrent sur la ville hôte de Bakou avec la légende modifiée cette fois par « Bakou » et en dessous « Ville de... » (par exemple, « Ville de Jazz » ou « Ville de Loisirs »). Les cartes postales se terminent avec une image du Crystal Hall qui s'éclaire en fonction des couleurs du drapeau du pays qui va concourir. Ces cartes postales sont un moyen de présenter le pays à un large public et ainsi d'augmenter le nombre de touristes en Azerbaïdjan,.

### Première demi-finale
La première demi-finale du concours a lieu le mardi 22 mai 2012 et voit concourir 18 des 42 pays participants. Ces 18 pays ainsi que l'Azerbaïdjan, l'Italie et l'Espagne votent dans cette demi-finale et permettent aux dix pays récoltant le plus de points de se qualifier pour la finale. Les répétitions se déroulent les 13, 14, 16 et 17 mai tandis que les trois répétitions générales ont lieu les 21 et 22 mai.
Les délégations finlandaises et irlandaises ont pu choisir leur ordre de passage après avoir tiré les wildcards lors du tirage au sort.
Durant cette demi-finale, l'UER autorise le diffuseur albanais Radio Televizioni Shqiptar (RTSH) à différer la diffusion du concours et utiliser par conséquent uniquement les votes de son jury en raison d'un grave accident de bus dans le pays. Le groupe de musique traditionnelle Natig Rhythm Group est l'intermède de cette demi-finale,.
La Russie remporte cette demi-finale et le vote du public avec 152 points. L'Albanie gagne, quant à elle, le vote du jury et termine à la deuxième place avec 146 points. Les autres qualifiés pour la finale sont la Roumanie, la Grèce, la Moldavie, l'Irlande, Chypre, l'Islande, le Danemark et finalement la Hongrie.
| Ordre | Pays        | Artiste(s)             | Chanson                 | Langue(s)          | Place | Points |
| ----- | ----------- | ---------------------- | ----------------------- | ------------------ | ----- | ------ |
| 01    | Monténégro  | Rambo Amadeus          | Euro Neuro              | Anglais            | 15    | 20     |
| 02    | Islande     | Greta Salóme et Jónsi  | Never Forget            | Anglais            | 8     | 75     |
| 03    | Grèce       | Elefthería Eleftheríou | Aphrodisiac             | Anglais            | 4     | 116    |
| 04    | Lettonie    | Anmary                 | Beautiful Song          | Anglais            | 16    | 17     |
| 05    | Albanie     | Rona Nishliu           | Suus                    | Albanais           | 2     | 146    |
| 06    | Roumanie    | Mandinga               | Zaleilah                | Espagnol, anglais  | 3     | 120    |
| 07    | Suisse      | Sinplus                | Unbreakable             | Anglais            | 11    | 45     |
| 08    | Belgique    | Iris                   | Would You?              | Anglais            | 17    | 16     |
| 09    | Finlande    | Pernilla Karlsson      | När jag blundar         | Suédois            | 12    | 41     |
| 10    | Israël      | Izabo                  | Time                    | Anglais, hébreu    | 13    | 33     |
| 11    | Saint-Marin | Valentina Monetta      | The Social Network Song | Anglais            | 14    | 31     |
| 12    | Chypre      | Ívi Adámou             | La La Love              | Anglais            | 7     | 91     |
| 13    | Danemark    | Soluna Samay           | Should've Known Better  | Anglais            | 9     | 63     |
| 14    | Russie      | Bouranovskie Babouchki | Party for Everybody     | Oudmourte, anglais | 1     | 152    |
| 15    | Hongrie     | Compact Disco          | Sound of Our Hearts     | Anglais            | 10    | 52     |
| 16    | Autriche    | Trackshittaz           | Woki mit deim Popo      | Mühlviertlerisch   | 18    | 8      |
| 17    | Moldavie    | Pasha Parfeny          | Lăutar                  | Anglais            | 5     | 100    |
| 18    | Irlande     | Jedward                | Waterline               | Anglais            | 6     | 92     |

### Deuxième demi-finale
La seconde demi-finale se déroule le jeudi 24 mai 2012 et voit concourir les 18 autres pays demi-finalistes. Les 21 pays qui votent et qui déterminent les dix finalistes lors de cette soirée sont les 18 participants ainsi que la France, le Royaume-Uni et l'Allemagne qui a demandé à voter dans cette demi-finale. L'Arménie devait également présenter sa chanson à la première moitié de cette demi-finale, mais s'est retirée de la compétition pour des raisons de sécurité. Les répétitions pour le spectacle ont lieu les 15, 16, 18 et 19 mai tandis que les trois répétitions générales se déroulent les 23 et 24 mai.
Les délégations ukrainiennes et lituaniennes ont pu décider de leur ordre passage après avoir tiré les wildcards lors du tirage au sort de l'ordre de passage.
Pendant la demi-finale, le numéro d'intermède est composé des quatre vainqueurs du Concours Eurovision entre 2007 et 2011, Marija Šerifović, Dima Bilan, Alexander Rybak et Lena, qui interprètent, accompagnés d'instruments traditionnelles azéris, la chanson qui leur a permis de remporter le concours (respectivement, Molitva, Believe, Fairytale et Satellite) ainsi que Waterloo, qui a permis à ABBA de remporter le concours en 1974, aux côtés des vainqueurs en titre de la compétition Ell & Nikki,.
La nation gagnante de cette demi-finale est la Suède, avec 181 points, qui remporte le vote du public et des jurys nationaux. Elle est suivie par la Serbie avec 159 points et la Lituanie avec 104 points. L'Estonie, la Turquie, la Bosnie-Herzégovine, Malte, l'Ukraine et la Macédoine se qualifient également pour la finale,. Enfin, la Norvège accède aussi à la finale aux dépens de la Bulgarie car, en cas d'égalité, la chanson qui se qualifie est celle qui obtient des points de la part du plus grand nombre de pays, ce qui est ici le cas de la Norvège qui obtient des points de la part de onze pays alors que la Bulgarie n'en obtient que de dix.
| Ordre | Pays               | Artiste(s)        | Chanson                   | Langue(s)         | Place | Points |
| ----- | ------------------ | ----------------- | ------------------------- | ----------------- | ----- | ------ |
| 01    | Serbie             | Željko Joksimović | Nije ljubav stvar         | Serbe             | 2     | 159    |
| 02    | Macédoine          | Kaliopi           | Crno i belo (Црно и бело) | Macédonien        | 9     | 53     |
| 03    | Pays-Bas           | Joan Franka       | You and Me                | Anglais           | 15    | 35     |
| 04    | Malte              | Kurt Calleja      | This Is the Night         | Anglais           | 7     | 70     |
| 05    | Biélorussie        | Litesound         | We Are the Heroes         | Anglais           | 16    | 35     |
| 06    | Portugal           | Filipa Sousa      | Vida minha                | Portugais         | 13    | 39     |
| 07    | Ukraine            | Gaitana           | Be My Guest               | Anglais           | 8     | 64     |
| 08    | Bulgarie           | Sofi Marinova     | Love Unlimited            | Bulgare           | 11    | 45     |
| 09    | Slovénie           | Eva Boto          | Verjamem                  | Slovène           | 17    | 31     |
| 10    | Croatie            | Nina Badrić       | Nebo                      | Croate            | 12    | 42     |
| 11    | Suède              | Loreen            | Euphoria                  | Anglais           | 1     | 181    |
| 12    | Géorgie            | Anri Jokhadze     | I'm a Joker               | Anglais, géorgien | 14    | 36     |
| 13    | Turquie            | Can Bonomo        | Love Me Back              | Anglais           | 5     | 80     |
| 14    | Estonie            | Ott Lepland       | Kuula                     | Estonien          | 4     | 100    |
| 15    | Slovaquie          | Max Jason Mai     | Don't Close Your Eyes     | Anglais           | 18    | 22     |
| 16    | Norvège            | Tooji             | Stay                      | Anglais           | 10    | 45     |
| 17    | Bosnie-Herzégovine | MayaSar           | Korake ti znam            | Bosnien           | 6     | 77     |
| 18    | Lituanie           | Donny Montell     | Love Is Blind             | Anglais           | 3     | 104    |

### Finale
La finale du concours a lieu le samedi 26 mai 2012. Vingt-six pays y participent : les vingt qualifiés des deux demi-finales, les pays du Big Five (l'Allemagne, l'Espagne, la France, l'Italie et le Royaume-Uni) ainsi que le pays hôte, l’Azerbaïdjan. L'ensemble des 42 nations qui participent au concours 2012 votent lors de cette soirée. L'Albanie n'utilise toutefois que le vote de son jury comme lors de la première demi-finale. Les pays qualifiés d'office ont le droit à des répétitions les 19 et 20 mai tandis que les trois répétitions générales ont lieu les 25 et 26 mai.

#### Ouverture et entracte
La finale débute avec l'interprétation de Running Scared par Ell & Nikki, précédée par un grand nombre de danseurs, le joueur de mugham Alim Qasimov et par le Natig Rythmn Group,,.
L'intermède entre les prestations des finalistes et les résultats du concours est assuré par le chanteur de pop et jazz Emin Agalarov, qui interprète sa chanson Never Enough,,. Enfin, la compétition est clôturée par la gagnante du concours Loreen et sa chanson Euphoria.

#### Résultats
Le vainqueur du concours est la Suède, qui décroche sa cinquième victoire dans le concours avec 372 points,. C'est la seconde fois que la barre des 300 points est franchie, la première fois était en 2009 avec la Norvège et Alexander Rybak, qui détient toujours le record avec 387 points. Loreen a remporté le télévote et le vote du jury. Le podium est complété par la Russie, deuxième avec 259 points, et la Serbie qui se place en troisième position avec 214 points. Le reste du top 10 est composé du pays hôte, l'Azerbaïdjan, qui a toujours terminé dans ce top depuis ses débuts en 2008, de l'Albanie, qui obtient son premier top 5, de l'Estonie, de la Turquie, et enfin de l'Allemagne, de l'Italie et de l'Espagne, tous les trois membres du Big Five. Enfin, le dernier pays du concours est la Norvège avec 7 points.
| Ordre | Pays               | Artiste(s)             | Chanson                         | Langue(s)          | Place | Points |
| ----- | ------------------ | ---------------------- | ------------------------------- | ------------------ | ----- | ------ |
| 01    | Royaume-Uni        | Engelbert Humperdinck  | Love Will Set You Free          | Anglais            | 25    | 12     |
| 02    | Hongrie            | Compact Disco          | Sound of Our Hearts             | Anglais            | 24    | 19     |
| 03    | Albanie            | Rona Nishliu           | Suus                            | Albanais           | 5     | 146    |
| 04    | Lituanie           | Donny Montell          | Love Is Blind                   | Anglais            | 14    | 70     |
| 05    | Bosnie-Herzégovine | Maya Sar               | Korake ti znam                  | Bosnien            | 18    | 55     |
| 06    | Russie             | Buranovskie Babuški    | Party for Everybody             | Oudmourte, anglais | 2     | 259    |
| 07    | Islande            | Greta Salóme et Jónsi  | Never Forget                    | Anglais            | 20    | 46     |
| 08    | Chypre             | Ívi Adámou             | La La Love                      | Anglais            | 16    | 65     |
| 09    | France             | Anggun                 | Echo (You and I)                | Français, anglais  | 22    | 21     |
| 10    | Italie             | Nina Zilli             | L'amore è femmina (Out of Love) | Anglais, italien   | 9     | 101    |
| 11    | Estonie            | Ott Lepland            | Kuula                           | Estonien           | 6     | 120    |
| 12    | Norvège            | Tooji                  | Stay                            | Anglais            | 26    | 7      |
| 13    | Azerbaïdjan H T    | Sabina Babayeva        | When the Music Dies             | Anglais            | 4     | 150    |
| 14    | Roumanie           | Mandinga               | Zaleilah                        | Espagnol, anglais  | 12    | 71     |
| 15    | Danemark           | Soluna Samay           | Should've Known Better          | Anglais            | 23    | 21     |
| 16    | Grèce              | Elefthería Eleftheríou | Aphrodisiac                     | Anglais            | 17    | 64     |
| 17    | Suède              | Loreen                 | Euphoria                        | Anglais            | 1     | 372    |
| 18    | Turquie            | Can Bonomo             | Love Me Back                    | Anglais            | 7     | 112    |
| 19    | Espagne            | Pastora Soler          | Quédate conmigo                 | Espagnol           | 10    | 97     |
| 20    | Allemagne          | Roman Lob              | Standing Still                  | Anglais            | 8     | 110    |
| 21    | Malte              | Kurt Calleja           | This Is the Night               | Anglais            | 21    | 41     |
| 22    | Macédoine          | Kaliopi                | Crno i belo (Црно и бело)       | Macédonien         | 13    | 71     |
| 23    | Irlande            | Jedward                | Waterline                       | Anglais            | 19    | 46     |
| 24    | Serbie             | Željko Joksimović      | Nije ljubav stvar               | Serbe              | 3     | 214    |
| 25    | Ukraine            | Gaitana                | Be My Guest                     | Anglais            | 15    | 65     |
| 26    | Moldavie           | Pasha Parfeny          | Lăutar                          | Anglais            | 11    | 81     |

### Analyse des résultats
D'après l'étude réalisée en 2005 par Derek Gatherer sur les votes du Concours Eurovision de la chanson, il existe plusieurs blocs de pays ou simplement deux pays qui s'attribuent souvent un grand nombre de points entre eux. Ce constat se vérifie encore lors du concours 2012 puisque tout d'abord, comme c'est le cas depuis 1997 quand ces deux pays sont en finale, Chypre et la Grèce se sont attribué mutuellement leurs 12 points. On retrouve aussi ce constat concernant la Turquie et l'Azerbaïdjan qui s'attribuent leurs 12 points depuis l'arrivée de ce dernier dans la compétition en 2008. De plus, on remarque également ce phénomène au niveau d'un plus grand ensemble de pays ; en effet, c'est le cas par exemple de la Bosnie-Herzégovine pour laquelle ses points proviennent en grande partie des pays des Balkans. Toutefois, ce phénomène est à mettre en perspective puisque la Suède et la Russie, respectivement première et deuxième du concours, se voient attribuer des points par tous les pays participants sauf un (respectivement l'Italie et la Suisse),.
De plus, l'analyse des votes séparés des jurys et du public permet de tirer quelques enseignements. D'abord, les ballades semblent mieux appréciées par le jury que par le public, comme c'est le cas par exemple de l'Espagne qui obtient la cinquième place du classement des jurys nationaux mais seulement la 18e position du classement du public,. Également, parmi le top dix des jurys, seules trois chansons uptempos sont présentes : celles de la Suède, de l'Ukraine et de la Moldavie,. Toutefois, plusieurs chansons uptempos obtiennent une meilleure place grâce aux jurys que par le public, comme la France par exemple qui termine à la treizième place du classement des jurys avec 85 points mais 26e et dernière du classement du public avec zéro point,. Enfin, certaines chansons obtiennent à l'inverse le soutien du public mais pas celui des jurys, comme la Turquie qui termine quatrième du concours pour le public mais seulement 22e pour les jurys,. Cependant, le public et les jurys se sont accordés sur un point en plaçant en tête des deux classements la Suède qui a, par conséquent, remporté le concours.

### Tableaux des votes
L'UER et la société d'audit PwC ont contrôlé et vérifié les votes des jurys et par télévote qui ont été combinés pour donner le score total de chaque pays pour les différentes soirées. Le 18 juin 2012, l'UER publie ces résultats qui sont les suivants,.

#### Première demi-finale
| Résultats jury/télévote de la première demi-finale | Résultats jury/télévote de la première demi-finale | Résultats jury/télévote de la première demi-finale | Résultats jury/télévote de la première demi-finale | Résultats jury/télévote de la première demi-finale |
| Place                                              | Télévote                                           | Points                                             | Jury                                               | Points                                             |
| -------------------------------------------------- | -------------------------------------------------- | -------------------------------------------------- | -------------------------------------------------- | -------------------------------------------------- |
| 1                                                  | Russie                                             | 189                                                | Albanie                                            | 131                                                |
| 2                                                  | Roumanie                                           | 132                                                | Moldavie                                           | 107                                                |
| 3                                                  | Albanie                                            | 131                                                | Grèce                                              | 103                                                |
| 4                                                  | Irlande                                            | 116                                                | Chypre                                             | 90                                                 |
| 5                                                  | Grèce                                              | 110                                                | Roumanie                                           | 87                                                 |
| 6                                                  | Chypre                                             | 99                                                 | Danemark                                           | 81                                                 |
| 7                                                  | Moldavie                                           | 85                                                 | Hongrie                                            | 76                                                 |
| 8                                                  | Islande                                            | 79                                                 | Russie                                             | 75                                                 |
| 9                                                  | Danemark                                           | 53                                                 | Israël                                             | 72                                                 |
| 10                                                 | Suisse                                             | 49                                                 | Irlande                                            | 72                                                 |
| 11                                                 | Hongrie                                            | 39                                                 | Islande                                            | 70                                                 |
| 12                                                 | Finlande                                           | 36                                                 | Finlande                                           | 57                                                 |
| 13                                                 | Saint-Marin                                        | 25                                                 | Saint-Marin                                        | 45                                                 |
| 14                                                 | Monténégro                                         | 24                                                 | Suisse                                             | 42                                                 |
| 15                                                 | Lettonie                                           | 18                                                 | Belgique                                           | 38                                                 |
| 16                                                 | Israël                                             | 16                                                 | Monténégro                                         | 28                                                 |
| 17                                                 | Autriche                                           | 15                                                 | Autriche                                           | 27                                                 |
| 18                                                 | Belgique                                           | 2                                                  | Lettonie                                           | 17                                                 |

|                                                           |                      | Points attribués    | Points attribués       | Points attribués     | Points attribués       | Points attribués     | Points attribués       | Points attribués       | Points attribués | Points attribués       | Points attribués  | Points attribués    | Points attribués     | Points attribués      | Points attribués      | Points attribués       | Points attribués     | Points attribués         | Points attribués    | Points attribués     | Points attribués | Points attribués | Points attribués |
| --------------------------------------------------------- | -------------------- | ------------------- | ---------------------- | -------------------- | ---------------------- | -------------------- | ---------------------- | ---------------------- | ---------------- | ---------------------- | ----------------- | ------------------- | -------------------- | --------------------- | --------------------- | ---------------------- | -------------------- | ------------------------ | ------------------- | -------------------- | ---------------- | ---------------- | ---------------- |
| Drapeau du Monténégro                                     | Drapeau de l'Islande | Drapeau de la Grèce | Drapeau de la Lettonie | Drapeau de l'Albanie | Drapeau de la Roumanie | Drapeau de la Suisse | Drapeau de la Belgique | Drapeau de la Finlande | Drapeau d’Israël | Drapeau de Saint-Marin | Drapeau de Chypre | Drapeau du Danemark | Drapeau de la Russie | Drapeau de la Hongrie | Drapeau de l'Autriche | Drapeau de la Moldavie | Drapeau de l'Irlande | Drapeau de l'Azerbaïdjan | Drapeau de l'Italie | Drapeau de l'Espagne | Total            |                  |                  |
| Pays                                                      |                      |                     |                        |                      |                        |                      |                        |                        |                  |                        |                   |                     |                      |                       |                       |                        |                      |                          |                     |                      |                  |                  |                  |
| Monténégro                                                |                      | –                   | –                      | –                    | 12                     | –                    | –                      | –                      | –                | –                      | 8                 | –                   | –                    | –                     | –                     | –                      | –                    | –                        | –                   | –                    | –                | 20               |                  |
| Islande                                                   | 5                    |                     | 5                      | 5                    | –                      | –                    | 4                      | 5                      | 10               | 4                      | 3                 | 8                   | 10                   | 1                     | 4                     | 2                      | 2                    | –                        | –                   | 1                    | 6                | 75               |                  |
| Grèce                                                     | 10                   | 5                   |                        | –                    | 8                      | 12                   | 3                      | 8                      | –                | 3                      | 7                 | 12                  | 4                    | 5                     | –                     | 1                      | 10                   | 10                       | 10                  | 5                    | 3                | 116              |                  |
| Lettonie                                                  | 2                    | –                   | –                      |                      | –                      | –                    | –                      | –                      | –                | –                      | –                 | –                   | –                    | 4                     | –                     | –                      | 4                    | 4                        | 3                   | –                    | –                | 17               |                  |
| Albanie                                                   | 12                   | 3                   | 10                     | 4                    |                        | 4                    | 12                     | 10                     | 5                | 5                      | 10                | 10                  | 7                    | 2                     | 10                    | 12                     | 1                    | 1                        | 12                  | 12                   | 4                | 146              |                  |
| Roumanie                                                  | 7                    | 4                   | 8                      | –                    | 5                      |                      | 2                      | 4                      | –                | 8                      | 6                 | 6                   | 1                    | 8                     | 3                     | 5                      | 12                   | 12                       | 7                   | 10                   | 12               | 120              |                  |
| Suisse                                                    | –                    | 2                   | –                      | 7                    | 3                      | 2                    |                        | –                      | –                | 1                      | 1                 | 2                   | –                    | –                     | 8                     | 3                      | 8                    | –                        | –                   | 8                    | –                | 45               |                  |
| Belgique                                                  | –                    | –                   | 4                      | –                    | 2                      | 1                    | –                      |                        | 2                | –                      | –                 | –                   | –                    | –                     | –                     | –                      | –                    | 6                        | –                   | –                    | 1                | 16               |                  |
| Finlande                                                  | –                    | 7                   | –                      | 6                    | 1                      | –                    | 1                      | 1                      |                  | 2                      | –                 | –                   | 8                    | –                     | 12                    | –                      | –                    | 3                        | –                   | –                    | –                | 41               |                  |
| Israël                                                    | –                    | –                   | –                      | 1                    | –                      | 5                    | –                      | –                      | 3                |                        | –                 | 1                   | 3                    | 6                     | 5                     | 7                      | –                    | –                        | –                   | –                    | 2                | 33               |                  |
| Saint-Marin                                               | 4                    | –                   | 2                      | –                    | 10                     | –                    | –                      | –                      | –                | –                      |                   | –                   | –                    | –                     | –                     | –                      | 7                    | –                        | 5                   | 3                    | –                | 31               |                  |
| Chypre                                                    | 6                    | 12                  | 12                     | 3                    | 6                      | 7                    | –                      | 3                      | 1                | 10                     | –                 |                     | –                    | 7                     | –                     | –                      | 3                    | 5                        | 1                   | 7                    | 8                | 91               |                  |
| Danemark                                                  | –                    | 8                   | 1                      | 8                    | –                      | 3                    | 10                     | –                      | 8                | –                      | 4                 | 4                   |                      | 3                     | 1                     | –                      | –                    | 7                        | –                   | 6                    | –                | 63               |                  |
| Russie                                                    | 8                    | 6                   | 7                      | 12                   | –                      | 6                    | 8                      | 12                     | 12               | 12                     | 2                 | 7                   | 12                   |                       | 7                     | 10                     | 6                    | 8                        | 8                   | 2                    | 7                | 152              |                  |
| Hongrie                                                   | –                    | –                   | –                      | –                    | 7                      | 8                    | 6                      | 6                      | 4                | –                      | –                 | 5                   | 5                    | –                     |                       | 4                      | 5                    | –                        | 2                   | –                    | –                | 52               |                  |
| Autriche                                                  | –                    | 1                   | –                      | –                    | –                      | –                    | 5                      | 2                      | –                | –                      | –                 | –                   | –                    | –                     | –                     |                        | –                    | –                        | –                   | –                    | –                | 8                |                  |
| Moldavie                                                  | 3                    | –                   | 6                      | 2                    | 4                      | 10                   | 7                      | –                      | 6                | 6                      | 5                 | 3                   | 6                    | 12                    | 2                     | 6                      |                      | 2                        | 6                   | 4                    | 10               | 100              |                  |
| Irlande                                                   | 1                    | 10                  | 3                      | 10                   | –                      | –                    | –                      | 7                      | 7                | 7                      | 12                | –                   | 2                    | 10                    | 6                     | 8                      | –                    |                          | 4                   | –                    | 5                | 92               |                  |
| Le tableau suit l'ordre de passage des pays participants. |                      |                     |                        |                      |                        |                      |                        |                        |                  |                        |                   |                     |                      |                       |                       |                        |                      |                          |                     |                      |                  |                  |                  |

#### Deuxième demi-finale
| Résultats jury/télévote de la seconde demi-finale | Résultats jury/télévote de la seconde demi-finale | Résultats jury/télévote de la seconde demi-finale | Résultats jury/télévote de la seconde demi-finale | Résultats jury/télévote de la seconde demi-finale |
| Place                                             | Télévote                                          | Points                                            | Jury                                              | Points                                            |
| ------------------------------------------------- | ------------------------------------------------- | ------------------------------------------------- | ------------------------------------------------- | ------------------------------------------------- |
| 1                                                 | Suède                                             | 180                                               | Suède                                             | 145                                               |
| 2                                                 | Serbie                                            | 148                                               | Serbie                                            | 141                                               |
| 3                                                 | Lituanie                                          | 128                                               | Ukraine                                           | 109                                               |
| 4                                                 | Turquie                                           | 114                                               | Estonie                                           | 102                                               |
| 5                                                 | Estonie                                           | 88                                                | Malte                                             | 97                                                |
| 6                                                 | Norvège                                           | 72                                                | Bosnie-Herzégovine                                | 77                                                |
| 7                                                 | Bosnie-Herzégovine                                | 70                                                | Croatie                                           | 66                                                |
| 8                                                 | Macédoine                                         | 63                                                | Géorgie                                           | 62                                                |
| 9                                                 | Bulgarie                                          | 59                                                | Macédoine                                         | 58                                                |
| 10                                                | Pays-Bas                                          | 51                                                | Lituanie                                          | 55                                                |
| 11                                                | Malte                                             | 39                                                | Biélorussie                                       | 52                                                |
| 12                                                | Biélorussie                                       | 37                                                | Portugal                                          | 49                                                |
| 13                                                | Portugal                                          | 37                                                | Turquie                                           | 42                                                |
| 14                                                | Croatie                                           | 34                                                | Slovénie                                          | 40                                                |
| 15                                                | Slovaquie                                         | 32                                                | Slovaquie                                         | 40                                                |
| 16                                                | Slovénie                                          | 27                                                | Pays-Bas                                          | 31                                                |
| 17                                                | Ukraine                                           | 24                                                | Bulgarie                                          | 27                                                |
| 18                                                | Géorgie                                           | 15                                                | Norvège                                           | 25                                                |

|                                                           |                                 | Points attribués     | Points attribués | Points attribués          | Points attribués    | Points attribués     | Points attribués       | Points attribués       | Points attribués      | Points attribués    | Points attribués      | Points attribués      | Points attribués     | Points attribués        | Points attribués      | Points attribués                 | Points attribués       | Points attribués     | Points attribués       | Points attribués       | Points attribués | Points attribués | Points attribués |
| --------------------------------------------------------- | ------------------------------- | -------------------- | ---------------- | ------------------------- | ------------------- | -------------------- | ---------------------- | ---------------------- | --------------------- | ------------------- | --------------------- | --------------------- | -------------------- | ----------------------- | --------------------- | -------------------------------- | ---------------------- | -------------------- | ---------------------- | ---------------------- | ---------------- | ---------------- | ---------------- |
| Drapeau de la Serbie                                      | Drapeau de la Macédoine du Nord | Drapeau des Pays-Bas | Drapeau de Malte | Drapeau de la Biélorussie | Drapeau du Portugal | Drapeau de l'Ukraine | Drapeau de la Bulgarie | Drapeau de la Slovénie | Drapeau de la Croatie | Drapeau de la Suède | Drapeau de la Géorgie | Drapeau de la Turquie | Drapeau de l'Estonie | Drapeau de la Slovaquie | Drapeau de la Norvège | Drapeau de la Bosnie-Herzégovine | Drapeau de la Lituanie | Drapeau de la France | Drapeau de l'Allemagne | Drapeau du Royaume-Uni | Total            |                  |                  |
| Pays                                                      |                                 |                      |                  |                           |                     |                      |                        |                        |                       |                     |                       |                       |                      |                         |                       |                                  |                        |                      |                        |                        |                  |                  |                  |
| Serbie                                                    |                                 | 12                   | 10               | 5                         | 8                   | 8                    | 8                      | 12                     | 12                    | 10                  | 8                     | 10                    | –                    | 1                       | 8                     | 10                               | 10                     | 2                    | 12                     | 10                     | 3                | 159              |                  |
| Macédoine                                                 | 8                               |                      | –                | 1                         | 2                   | –                    | 5                      | 7                      | 6                     | 7                   | –                     | 1                     | 8                    | –                       | –                     | –                                | 8                      | –                    | –                      | –                      | –                | 53               |                  |
| Pays-Bas                                                  | –                               | –                    |                  | –                         | –                   | –                    | –                      | –                      | 2                     | –                   | 1                     | –                     | 7                    | 7                       | –                     | 3                                | –                      | 3                    | –                      | 8                      | 4                | 35               |                  |
| Malte                                                     | 3                               | 2                    | 2                |                           | 5                   | –                    | 6                      | 6                      | 4                     | 5                   | 4                     | 4                     | 6                    | 3                       | 2                     | –                                | –                      | 6                    | –                      | –                      | 12               | 70               |                  |
| Biélorussie                                               | –                               | 1                    | 1                | 4                         |                     | –                    | 12                     | –                      | –                     | 2                   | –                     | 8                     | –                    | –                       | –                     | –                                | –                      | 7                    | –                      | –                      | –                | 35               |                  |
| Portugal                                                  | –                               | –                    | 6                | –                         | –                   |                      | –                      | –                      | 3                     | 3                   | –                     | –                     | 1                    | –                       | 5                     | 5                                | 4                      | 1                    | 8                      | 3                      | –                | 39               |                  |
| Ukraine                                                   | 4                               | 3                    | –                | 6                         | 12                  | 2                    |                        | 5                      | –                     | 1                   | 6                     | 6                     | –                    | 5                       | 1                     | 2                                | 2                      | 5                    | 2                      | –                      | 2                | 64               |                  |
| Bulgarie                                                  | 2                               | 6                    | –                | 2                         | –                   | 6                    | –                      |                        | –                     | –                   | –                     | –                     | 10                   | –                       | –                     | 6                                | 3                      | –                    | 3                      | 2                      | 5                | 45               |                  |
| Slovénie                                                  | 10                              | 4                    | –                | –                         | –                   | –                    | –                      | –                      |                       | 8                   | –                     | –                     | –                    | –                       | –                     | –                                | 5                      | –                    | –                      | 4                      | –                | 31               |                  |
| Croatie                                                   | 12                              | 7                    | –                | –                         | 1                   | –                    | 1                      | –                      | 8                     |                     | –                     | –                     | –                    | –                       | –                     | –                                | 12                     | –                    | –                      | 1                      | –                | 42               |                  |
| Suède                                                     | 7                               | 8                    | 12               | 8                         | 7                   | 10                   | 7                      | 10                     | 10                    | 6                   |                       | 12                    | 5                    | 12                      | 12                    | 12                               | 7                      | 10                   | 6                      | 12                     | 8                | 181              |                  |
| Géorgie                                                   | –                               | –                    | –                | –                         | 6                   | 1                    | 10                     | –                      | –                     | –                   | –                     |                       | 3                    | 4                       | –                     | –                                | –                      | 12                   | –                      | –                      | –                | 36               |                  |
| Turquie                                                   | –                               | 10                   | 7                | 12                        | –                   | –                    | 2                      | 8                      | –                     | –                   | 7                     | 3                     |                      | 2                       | 3                     | 1                                | 6                      | –                    | 7                      | 6                      | 6                | 80               |                  |
| Estonie                                                   | –                               | –                    | 8                | –                         | 4                   | 12                   | 3                      | 3                      | 1                     | –                   | 12                    | 7                     | –                    |                         | 10                    | 8                                | –                      | 8                    | 10                     | 7                      | 7                | 100              |                  |
| Slovaquie                                                 | 1                               | –                    | –                | 7                         | –                   | 4                    | –                      | –                      | –                     | –                   | 3                     | –                     | –                    | 6                       |                       | –                                | –                      | –                    | 1                      | –                      | –                | 22               |                  |
| Norvège                                                   | –                               | –                    | 3                | 3                         | 3                   | 3                    | –                      | 2                      | –                     | –                   | 10                    | –                     | 4                    | 8                       | 4                     |                                  | 1                      | 4                    | –                      | –                      | –                | 45               |                  |
| Bosnie-Herzégovine                                        | 5                               | 5                    | 5                | –                         | –                   | 5                    | –                      | 1                      | 5                     | 12                  | 5                     | 2                     | 12                   | –                       | 6                     | 4                                |                        | –                    | 4                      | 5                      | 1                | 77               |                  |
| Lituanie                                                  | 6                               | –                    | 4                | 10                        | 10                  | 7                    | 4                      | 4                      | 7                     | 4                   | 2                     | 5                     | 2                    | 10                      | 7                     | 7                                | –                      |                      | 5                      | –                      | 10               | 104              |                  |
| Le tableau suit l'ordre de passage des pays participants. |                                 |                      |                  |                           |                     |                      |                        |                        |                       |                     |                       |                       |                      |                         |                       |                                  |                        |                      |                        |                        |                  |                  |                  |

#### Finale
| Résultats jury/télévote de la finale | Résultats jury/télévote de la finale | Résultats jury/télévote de la finale | Résultats jury/télévote de la finale | Résultats jury/télévote de la finale |
| Place                                | Téléspectateurs                      | Points                               | Jurys                                | Points                               |
| ------------------------------------ | ------------------------------------ | ------------------------------------ | ------------------------------------ | ------------------------------------ |
| 1                                    | Suède                                | 343                                  | Suède                                | 296                                  |
| 2                                    | Russie                               | 332                                  | Serbie                               | 173                                  |
| 3                                    | Serbie                               | 211                                  | Albanie                              | 157                                  |
| 4                                    | Turquie                              | 176                                  | Italie                               | 157                                  |
| 5                                    | Azerbaïdjan                          | 151                                  | Espagne                              | 154                                  |
| 6                                    | Allemagne                            | 125                                  | Estonie                              | 152                                  |
| 7                                    | Roumanie                             | 117                                  | Ukraine                              | 125                                  |
| 8                                    | Albanie                              | 106                                  | Azerbaïdjan                          | 118                                  |
| 9                                    | Grèce                                | 89                                   | Moldavie                             | 104                                  |
| 10                                   | Irlande                              | 89                                   | Allemagne                            | 98                                   |
| 11                                   | Macédoine                            | 79                                   | Russie                               | 94                                   |
| 12                                   | Estonie                              | 78                                   | Chypre                               | 85                                   |
| 13                                   | Moldavie                             | 75                                   | France                               | 85                                   |
| 14                                   | Lituanie                             | 68                                   | Lituanie                             | 82                                   |
| 15                                   | Chypre                               | 63                                   | Bosnie-Herzégovine                   | 71                                   |
| 16                                   | Bosnie-Herzégovine                   | 57                                   | Malte                                | 70                                   |
| 17                                   | Italie                               | 56                                   | Macédoine                            | 69                                   |
| 18                                   | Espagne                              | 45                                   | Grèce                                | 60                                   |
| 19                                   | Islande                              | 39                                   | Islande                              | 53                                   |
| 20                                   | Ukraine                              | 37                                   | Roumanie                             | 53                                   |
| 21                                   | Royaume-Uni                          | 36                                   | Danemark                             | 51                                   |
| 22                                   | Hongrie                              | 20                                   | Turquie                              | 50                                   |
| 23                                   | Danemark                             | 18                                   | Hongrie                              | 30                                   |
| 24                                   | Norvège                              | 16                                   | Norvège                              | 24                                   |
| 25                                   | Malte                                | 10                                   | Irlande                              | 14                                   |
| 26                                   | France                               | 0                                    | Royaume-Uni                          | 11                                   |

| |                       | Points attribués       | Points attribués      | Points attribués     | Points attribués          | Points attribués       | Points attribués         | Points attribués | Points attribués       | Points attribués     | Points attribués       | Points attribués      | Points attribués    | Points attribués                 | Points attribués       | Points attribués       | Points attribués     | Points attribués       | Points attribués  | Points attribués      | Points attribués        | Points attribués                | Points attribués     | Points attribués    | Points attribués     | Points attribués    | Points attribués      | Points attribués       | Points attribués     | Points attribués    | Points attribués       | Points attribués     | Points attribués       | Points attribués      | Points attribués    | Points attribués     | Points attribués       | Points attribués     | Points attribués      | Points attribués | Points attribués     | Points attribués | Points attribués | Points attribués |
| --- | --------------------- | ---------------------- | --------------------- | -------------------- | ------------------------- | ---------------------- | ------------------------ | ---------------- | ---------------------- | -------------------- | ---------------------- | --------------------- | ------------------- | -------------------------------- | ---------------------- | ---------------------- | -------------------- | ---------------------- | ----------------- | --------------------- | ----------------------- | ------------------------------- | -------------------- | ------------------- | -------------------- | ------------------- | --------------------- | ---------------------- | -------------------- | ------------------- | ---------------------- | -------------------- | ---------------------- | --------------------- | ------------------- | -------------------- | ---------------------- | -------------------- | --------------------- | ---------------- | -------------------- | ---------------- | ---------------- | ---------------- |
| Drapeau de l'Albanie | Drapeau du Monténégro | Drapeau de la Roumanie | Drapeau de l'Autriche | Drapeau de l'Ukraine | Drapeau de la Biélorussie | Drapeau de la Belgique | Drapeau de l'Azerbaïdjan | Drapeau de Malte | Drapeau de Saint-Marin | Drapeau de la France | Drapeau du Royaume-Uni | Drapeau de la Turquie | Drapeau de la Grèce | Drapeau de la Bosnie-Herzégovine | Drapeau de la Moldavie | Drapeau de la Bulgarie | Drapeau de la Suisse | Drapeau de la Slovénie | Drapeau de Chypre | Drapeau de la Croatie | Drapeau de la Slovaquie | Drapeau de la Macédoine du Nord | Drapeau des Pays-Bas | Drapeau du Portugal | Drapeau de l'Islande | Drapeau de la Suède | Drapeau de la Norvège | Drapeau de la Lituanie | Drapeau de l'Estonie | Drapeau du Danemark | Drapeau de la Lettonie | Drapeau de l'Espagne | Drapeau de la Finlande | Drapeau de la Géorgie | Drapeau de l'Italie | Drapeau de la Serbie | Drapeau de l'Allemagne | Drapeau de la Russie | Drapeau de la Hongrie | Drapeau d’Israël | Drapeau de l'Irlande | Total            |                  |                  |
| Pays |                       |                        |                       |                      |                           |                        |                          |                  |                        |                      |                        |                       |                     |                                  |                        |                        |                      |                        |                   |                       |                         |                                 |                      |                     |                      |                     |                       |                        |                      |                     |                        |                      |                        |                       |                     |                      |                        |                      |                       |                  |                      |                  |                  |                  |
| Royaume-Uni | –                     | –                      | –                     | –                    | –                         | –                      | 1                        | –                | –                      | –                    | –                      |                       | –                   | –                                | –                      | –                      | –                    | –                      | –                 | –                     | –                       | –                               | –                    | –                   | –                    | –                   | –                     | –                      | –                    | 5                   | –                      | 2                    | –                      | –                     | –                   | –                    | –                      | –                    | –                     | –                | –                    | 4                | 12               |                  |
| Hongrie | –                     | –                      | 7                     | –                    | –                         | –                      | –                        | –                | –                      | –                    | –                      | –                     | 1                   | –                                | –                      | 1                      | –                    | –                      | –                 | –                     | –                       | 8                               | –                    | –                   | –                    | –                   | –                     | –                      | –                    | –                   | –                      | –                    | –                      | –                     | –                   | –                    | 2                      | –                    | –                     |                  | –                    | –                | 19               |                  |
| Albanie |                       | 10                     | 1                     | 8                    | –                         | –                      | 10                       | –                | 1                      | 12                   | –                      | –                     | 5                   | 10                               | 6                      | –                      | 4                    | 12                     | 3                 | 4                     | 5                       | –                               | 12                   | –                   | –                    | –                   | 1                     | –                      | –                    | –                   | 5                      | 1                    | –                      | 6                     | 3                   | 12                   | 1                      | 6                    | –                     | 8                | –                    | –                | 146              |                  |
| Lituanie | –                     | 1                      | –                     | –                    | –                         | 8                      | –                        | 4                | 4                      | –                    | 3                      | 7                     | –                   | –                                | –                      | –                      | 5                    | –                      | –                 | –                     | –                       | –                               | –                    | 1                   | –                    | –                   | –                     | 6                      |                      | 3                   | –                      | 4                    | –                      | –                     | 12                  | –                    | –                      | –                    | 5                     | –                | –                    | 7                | 70               |                  |
| Bosnie-Herzégovine | –                     | 6                      | –                     | 7                    | –                         | –                      | –                        | –                | –                      | –                    | –                      | –                     | 10                  | –                                |                        | –                      | –                    | 1                      | 7                 | –                     | 10                      | 2                               | 7                    | –                   | –                    | –                   | –                     | –                      | –                    | –                   | –                      | –                    | –                      | –                     | –                   | –                    | 5                      | –                    | –                     | –                | –                    | –                | 55               |                  |
| Russie | 3                     | 4                      | 4                     | 5                    | 10                        | 12                     | 8                        | 10               | 3                      | 10                   | 4                      | 3                     | 7                   | 4                                | 3                      | 6                      | 6                    | –                      | 8                 | 5                     | 6                       | 3                               | 4                    | 4                   | 8                    | 7                   | 7                     | 8                      | 6                    | 8                   | 8                      | 10                   | 8                      | 8                     | 5                   | 10                   | 7                      | 7                    |                       | 7                | 7                    | 6                | 259              |                  |
| Islande | –                     | –                      | –                     | –                    | –                         | –                      | –                        | –                | –                      | –                    | –                      | –                     | –                   | –                                | –                      | –                      | –                    | –                      | 4                 | 1                     | –                       | 4                               | –                    | –                   | –                    |                     | –                     | 5                      | –                    | 6                   | 6                      | –                    | 4                      | 7                     | –                   | –                    | –                      | 3                    | –                     | 6                | –                    | –                | 46               |                  |
| Chypre | 6                     | –                      | 2                     | –                    | –                         | –                      | –                        | 2                | –                      | –                    | –                      | –                     | –                   | 12                               | –                      | –                      | –                    | –                      | –                 |                       | –                       | –                               | –                    | –                   | –                    | 8                   | 12                    | –                      | –                    | –                   | –                      | –                    | 5                      | –                     | –                   | 5                    | 8                      | –                    | 2                     | –                | 3                    | –                | 65               |                  |
| France | –                     | –                      | –                     | 2                    | –                         | –                      | –                        | –                | –                      | –                    |                        | –                     | –                   | –                                | 2                      | –                      | –                    | 6                      | –                 | –                     | –                       | –                               | –                    | –                   | –                    | 6                   | 2                     | –                      | –                    | –                   | –                      | 3                    | –                      | –                     | –                   | –                    | –                      | –                    | –                     | –                | –                    | –                | 21               |                  |
| Italie | 7                     | 2                      | –                     | –                    | 4                         | –                      | –                        | –                | 10                     | 7                    | 1                      | –                     | –                   | 3                                | –                      | 5                      | –                    | 5                      | 5                 | 2                     | 2                       | 5                               | 5                    | –                   | 2                    | –                   | –                     | 4                      | 4                    | 7                   | 3                      | –                    | 1                      | –                     | 4                   |                      | –                      | 2                    | –                     | 5                | 4                    | 2                | 101              |                  |
| Estonie | –                     | –                      | –                     | –                    | 1                         | 4                      | –                        | –                | –                      | –                    | 10                     | 4                     | –                   | –                                | –                      | 2                      | –                    | –                      | –                 | –                     | –                       | 10                              | –                    | 7                   | 7                    | 10                  | 8                     | 7                      | 8                    |                     | –                      | 8                    | 6                      | 10                    | –                   | –                    | –                      | 4                    | 6                     | –                | –                    | 8                | 120              |                  |
| Norvège | –                     | –                      | –                     | –                    | –                         | –                      | –                        | –                | –                      | –                    | –                      | –                     | –                   | –                                | –                      | –                      | –                    | –                      | –                 | –                     | –                       | –                               | –                    | 3                   | –                    | 1                   | 3                     |                        | –                    | –                   | –                      | –                    | –                      | –                     | –                   | –                    | –                      | –                    | –                     | –                | –                    | –                | 7                |                  |
| Azerbaïdjan | 4                     | 5                      | –                     | –                    | 12                        | 7                      | –                        |                  | 12                     | 4                    | –                      | 2                     | 12                  | 5                                | 7                      | 10                     | 10                   | –                      | –                 | 8                     | –                       | 6                               | 2                    | –                   | –                    | –                   | –                     | –                      | 12                   | –                   | –                      | –                    | –                      | –                     | 10                  | –                    | 3                      | –                    | 10                    | –                | 8                    | 1                | 150              |                  |
| Roumanie | –                     | –                      |                       | –                    | –                         | –                      | 3                        | 6                | –                      | –                    | 2                      | –                     | 4                   | 7                                | –                      | 12                     | –                    | –                      | –                 | 3                     | –                       | –                               | –                    | –                   | 4                    | –                   | –                     | –                      | –                    | –                   | 1                      | –                    | 10                     | –                     | –                   | 7                    | –                      | –                    | 1                     | –                | 6                    | 5                | 71               |                  |
| Danemark | –                     | –                      | –                     | –                    | –                         | –                      | –                        | –                | –                      | –                    | –                      | –                     | –                   | –                                | –                      | –                      | –                    | –                      | –                 | –                     | –                       | –                               | –                    | –                   | –                    | 5                   | –                     | 2                      | –                    | 2                   |                        | –                    | –                      | 5                     | –                   | 2                    | –                      | 5                    | –                     | –                | –                    | –                | 21               |                  |
| Grèce | 12                    | –                      | 8                     | –                    | 5                         | –                      | 2                        | 5                | –                      | –                    | –                      | –                     | 3                   |                                  | 1                      | 4                      | 1                    | –                      | –                 | 12                    | –                       | –                               | –                    | –                   | –                    | –                   | –                     | –                      | –                    | –                   | –                      | –                    | –                      | –                     | 1                   | –                    | 4                      | 1                    | 3                     | –                | 2                    | –                | 64               |                  |
| Suède | 5                     | 7                      | 10                    | 12                   | 6                         | 6                      | 12                       | 7                | 6                      | 3                    | 12                     | 12                    | 6                   | 6                                | 8                      | 7                      | 8                    | 7                      | 10                | 10                    | 7                       | 12                              | 6                    | 12                  | 3                    | 12                  |                       | 12                     | 10                   | 12                  | 12                     | 12                   | 12                     | 12                    | 8                   | –                    | 10                     | 12                   | 12                    | 12               | 12                   | 12               | 372              |                  |
| Turquie | 10                    | –                      | 3                     | 3                    | –                         | –                      | 7                        | 12               | 8                      | 5                    | 5                      | 1                     |                     | –                                | 4                      | –                      | 7                    | 3                      | –                 | –                     | –                       | –                               | 8                    | 8                   | –                    | –                   | 6                     | –                      | 1                    | –                   | 2                      | –                    | –                      | –                     | 7                   | –                    | –                      | 8                    | –                     | 3                | 1                    | –                | 112              |                  |
| Espagne | –                     | –                      | 6                     | 6                    | –                         | –                      | 6                        | –                | –                      | 1                    | 6                      | 8                     | –                   | –                                | 5                      | –                      | 3                    | 8                      | –                 | 6                     | –                       | –                               | –                    | 6                   | 12                   | 2                   | 4                     | –                      | –                    | 4                   | –                      | –                    |                        | 3                     | –                   | –                    | –                      | –                    | –                     | 1                | 10                   | –                | 97               |                  |
| Allemagne | 2                     | –                      | –                     | 4                    | –                         | –                      | –                        | –                | 2                      | –                    | 7                      | 6                     | –                   | –                                | –                      | –                      | –                    | 4                      | 2                 | –                     | 4                       | –                               | –                    | 2                   | 10                   | –                   | –                     | 3                      | 3                    | 10                  | 10                     | 7                    | 3                      | 1                     | 2                   | 8                    | –                      |                      | –                     | 10               | –                    | 10               | 110              |                  |
| Malte | –                     | –                      | –                     | –                    | 7                         | 3                      | –                        | 8                |                        | 2                    | –                      | 5                     | 2                   | –                                | –                      | –                      | –                    | –                      | –                 | –                     | –                       | –                               | 1                    | –                   | –                    | –                   | –                     | –                      | 7                    | –                   | –                      | –                    | –                      | –                     | –                   | –                    | 6                      | –                    | –                     | –                | –                    | –                | 41               |                  |
| Macédoine | 8                     | 8                      | –                     | –                    | 3                         | 2                      | –                        | –                | –                      | –                    | –                      | –                     | 8                   | –                                | 12                     | –                      | 2                    | –                      | 6                 | –                     | 8                       | 1                               |                      | –                   | –                    | –                   | –                     | –                      | –                    | –                   | –                      | –                    | –                      | –                     | –                   | 1                    | 12                     | –                    | –                     | –                | –                    | –                | 71               |                  |
| Irlande | –                     | –                      | –                     | –                    | –                         | 1                      | 4                        | 1                | –                      | –                    | –                      | 10                    | –                   | –                                | –                      | –                      | –                    | –                      | –                 | –                     | 3                       | –                               | –                    | 5                   | –                    | 4                   | 5                     | –                      | –                    | –                   | 4                      | 5                    | –                      | 4                     | –                   | –                    | –                      | –                    | –                     | –                | –                    |                  | 46               |                  |
| Serbie | 1                     | 12                     | 5                     | 10                   | 2                         | –                      | 5                        | –                | 5                      | 6                    | 8                      | –                     | –                   | 8                                | 10                     | 3                      | 12                   | 10                     | 12                | 7                     | 12                      | 7                               | 10                   | 10                  | 5                    | 3                   | 10                    | 10                     | 5                    | –                   | –                      | –                    | –                      | 2                     | –                   | 6                    |                        | 10                   | 4                     | 4                | –                    | –                | 214              |                  |
| Ukraine | –                     | –                      | –                     | –                    |                           | 10                     | –                        | 3                | 7                      | –                    | –                      | –                     | –                   | 1                                | –                      | 8                      | –                    | –                      | –                 | –                     | –                       | –                               | 3                    | –                   | 1                    | –                   | –                     | 1                      | 2                    | 1                   | –                      | 6                    | 2                      | –                     | 6                   | 3                    | –                      | –                    | 8                     | –                | –                    | 3                | 65               |                  |
| Moldavie | –                     | 3                      | 12                    | 1                    | 8                         | 5                      | –                        | –                | –                      | 8                    | –                      | –                     | –                   | 2                                | –                      |                        | –                    | 2                      | 1                 | –                     | 1                       | –                               | –                    | –                   | 6                    | –                   | –                     | –                      | –                    | –                   | 7                      | –                    | 7                      | –                     | –                   | 4                    | –                      | –                    | 7                     | 2                | 5                    | –                | 81               |                  |
| Verticalement, le tableau suit l'ordre de passage des candidats. Horizontalement, le tableau suit l'ordre de passage des votes. |                       |                        |                       |                      |                           |                        |                          |                  |                        |                      |                        |                       |                     |                                  |                        |                        |                      |                        |                   |                       |                         |                                 |                      |                     |                      |                     |                       |                        |                      |                     |                        |                      |                        |                       |                     |                      |                        |                      |                       |                  |                      |                  |                  |                  |

## Incidents et controverses

### Tensions avec l'Iran
Les officiels iraniens s'opposent à l'organisation de l'Eurovision 2012 par l'Azerbaïdjan. En effet, les ayatollahs Mohammad Mojtahed Shabestari et Ja'far Sobhani condamnent la nation pour « comportement anti-islamique » et affirment que le pays allait accueillir une parade gay. Cette déclaration provoque des manifestations devant l'ambassade iranienne à Bakou où les manifestants brandissent des slogans qui se moquent des dirigeants iraniens. Ali Hasanov, chef du département des questions politiques et sociales de l'administration présidentielle azerbaïdjanaise, déclare que le Concours n'est pas une parade gay et avise l'Iran de ne pas s'ingérer dans les affaires internes du pays. En réponse directe, l'Iran rappelle son ambassadeur à Bakou tandis que l'Azerbaïdjan exige des excuses officielles de la république islamique pour ses déclarations concernant l'accueil de l'Eurovision à Bakou et rappelle plus tard l'ambassadeur du pays en Iran.
Le 30 mai, le ministère de la sécurité nationale d'Azerbaïdjan annonce qu'il a déjoué une série d'attentats terroristes planifiés contre le Concours Eurovision. Le Baku Crystal Hall ainsi que les hôtels Marriott et Hilton de Bakou étaient visés. Le 22 août, The Daily Telegraph signale que selon les services de renseignements occidentaux, le Guide suprême de la Révolution islamique Ali Khamenei a personnellement donné des ordres à l'unité d'élite Force Al-Qods pour qu'elle lance des attaques terroristes contre l'Occident et ses alliés dont l'Azerbaïdjan durant la compétition musicale.

### Préoccupations concernant les droits de l'homme

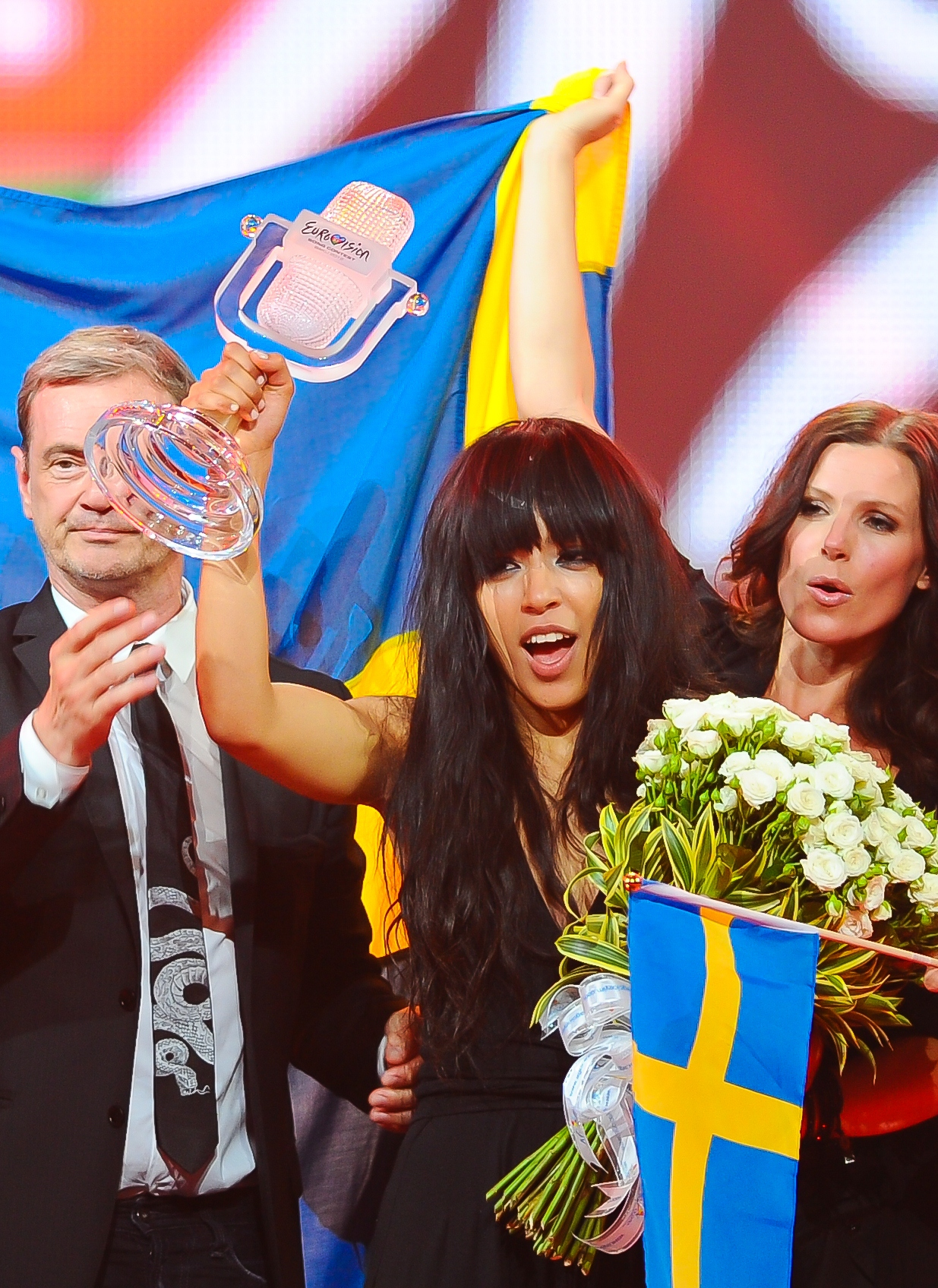
Loreen (ici, après sa victoire) rend visite à des activistes des droits de l'homme durant la compétition.

Le fort engagement de l'Azerbaïdjan pour accueillir l'Eurovision évoque largement pour les médias occidentaux, une tentative de « réduire les doutes concernant sa démocratie médiocre et le non-respect des droits de l'homme »,. Elnur Majidli, un activiste emprisonné durant les protestations azerbaïdjanaises de 2011 inspirées du Printemps arabe, est libéré dans un effort manifeste d'adoucir l'image de l'Azerbaïdjan avant le concours. Cependant, de nombreux prisonniers politiques restent emprisonnés. Human Rights Watch fait état d'une « violente répression des manifestants » à la veille du concours tandis qu'Amnesty International condamne la « répression sévère de la liberté d'expression, de la dissidence, des organisations non gouvernementales (ONG), des journalistes critiques, en fait, [de] toute personne qui critique trop fortement le régime d'Aliyev » jusqu'à la date du concours.
Human Rights Watch critique également le gouvernement azerbaïdjanais et la ville de Bakou pour avoir expulsé par la force des habitants de la ville afin de permettre la démolition d'appartements pour construire des bâtiments dans le quartier du Baku Crystal Hall. La Public Association for Assistance to Free Economy, groupe luttant pour la transparence et pour des droits économiques, décrit ces expulsions comme une « violation des droits de l'homme » et estime que celles-ci ont été faites sans « autorisation légale ». Cependant, dans une déclaration à la BBC, les responsables de l'Eurovision déclarent qu'après une visite à Bakou, ils avaient observé « que la construction de la salle de concert à laquelle les médias font allusion est déjà bien engagée sur un chantier propre et qu'il n'y avait donc pas de démolitions nécessaires ». De plus, l'UER cite la nature « apolitique » du concours et le gouvernement azerbaïdjanais déclare que la construction n'est pas attachée uniquement au Concours Eurovision.
La gagnante du Concours, Loreen est la seule participante à rencontrer des militants des droits de l'homme azerbaïdjanais durant le Concours. Quelque temps après cette rencontre, elle déclare aux journalistes : « Les droits de l'homme sont violés tous les jours en Azerbaïdjan. Il ne faut pas se taire sur de telles choses. ». Un porte-parole du gouvernement azerbaïdjanais lui reproche cette déclaration en disant que le Concours ne doit pas « être politisé » et demande à l'UER de prévenir de telles rencontres. Les diplomates suédois répondent que l'UER, la télévision suédoise et Loreen n'ont pas agi à l'encontre des règles du Concours.
Le 26 mai, un flash mob avec des manifestants anti-gouvernement est rapidement dispersé par la police. Durant celui-ci, les militants expriment leurs craintes d'être confrontés à une vague de répression quand les médias étrangers auront quitté l'Azerbaïdjan après la compétition. Enfin, avant de transmettre les résultats du vote allemand en direct, la porte-parole allemande et coprésentatrice du concours 2011, Anke Engelke, fait allusion aux problèmes concernant les droits de l'homme en Azerbaïdjan en déclarant : « Ce soir, personne ne pouvait voter pour son propre pays. Mais il est bon d'être en mesure de voter. Et il est bon d'avoir le choix. Bonne chance pour votre voyage, Azerbaïdjan. L'Europe vous regarde »,.

## Retransmission du concours
L'Eurovision 2012 est diffusé dans quarante-six pays : les quarante-deux participants ainsi que quatre non participants. Les tableaux suivants récapitulent les différents diffuseurs, à la fois dans les pays participants et non participants.

### Dans les pays participants
| Pays               | Diffuseur et commentateur(s)                                         | Diffuseur et commentateur(s)      | Diffuseur et commentateur(s)                      | Porte-parole           | Réf.    |
| Pays               | Première demi-finale                                                 | Deuxième demi-finale              | Finale                                            | Porte-parole           | Réf.    |
| ------------------ | -------------------------------------------------------------------- | --------------------------------- | ------------------------------------------------- | ---------------------- | ------- |
| Albanie            | RTSH                                                                 | RTSH                              | RTSH                                              | Andri Xhahu            | [ 101 ] |
| Albanie            | Andri Xhahu                                                          |                                   |                                                   | Andri Xhahu            | [ 101 ] |
| Allemagne          | Einsfestival                                                         | Phoenix                           | Das Erste                                         | Anke Engelke           | [ 102 ] |
| Allemagne          | Peter Urban                                                          |                                   |                                                   | Anke Engelke           | [ 102 ] |
| Allemagne          | NDR 2                                                                | NDR 2                             | NDR 2                                             | Anke Engelke           | [ 103 ] |
| Allemagne          | Thomas Mohr                                                          |                                   |                                                   | Anke Engelke           | [ 103 ] |
| Allemagne          | hr3                                                                  | hr3                               | hr3                                               | Anke Engelke           | [ 104 ] |
| Allemagne          | Tim Frühling                                                         |                                   |                                                   | Anke Engelke           | [ 104 ] |
| Autriche           | ORF eins                                                             | ORF eins                          | ORF eins                                          | Kati Bellowitsch       | ,       |
| Autriche           | Andi Knoll                                                           | Andi Knoll                        | Andi Knoll, Stermann & Grissemann et Lukas Plöchl | Kati Bellowitsch       | ,       |
| Azerbaïdjan        | İTV                                                                  | İTV                               | İTV                                               | Safura Alizadeh        | [ 107 ] |
| Azerbaïdjan        | Konul Arifgizi et Saleh Baghirov                                     |                                   |                                                   | Safura Alizadeh        | [ 107 ] |
| Belgique           | (nl) Één, Radio 2                                                    | (nl) Één, Radio 2                 | (nl) Één, Radio 2                                 | Peter Van de Veire     | [ 108 ] |
| Belgique           | André Vermeulen et Peter Van de Veire                                |                                   |                                                   | Peter Van de Veire     | [ 108 ] |
| Belgique           | (fr) La Une                                                          | (fr) La Une                       | (fr) La Une                                       | Peter Van de Veire     | [ 109 ] |
| Belgique           | Jean-Pierre Hautier et Jean-Louis Lahaye                             |                                   |                                                   | Peter Van de Veire     | [ 109 ] |
| Biélorussie        | Belarus 1                                                            | Belarus 1                         | Belarus 1                                         | Dmitri Koldoun         |         |
| Biélorussie        | Denis Kuryan                                                         |                                   |                                                   | Dmitri Koldoun         |         |
| Bosnie-Herzégovine | BHRT                                                                 | BHRT                              | BHRT                                              | Elvir Laković Laka     | [ 110 ] |
| Bosnie-Herzégovine | Dejan Kukrić                                                         |                                   |                                                   | Elvir Laković Laka     | [ 110 ] |
| Bulgarie           | BNT                                                                  | BNT                               | BNT                                               | Anna Angelova          |         |
| Bulgarie           | Elena Rozberg et Geogri Kushvaliev                                   |                                   |                                                   | Anna Angelova          |         |
| Chypre             | RIK                                                                  | RIK                               | RIK                                               | Loucas Hamatsos        | [ 111 ] |
| Chypre             | Melina Karageorgiou                                                  |                                   |                                                   | Loucas Hamatsos        | [ 111 ] |
| Croatie            | HRT                                                                  | HRT                               | HRT                                               | Nevena Rendeli         |         |
| Croatie            | Duško Ćurlić                                                         |                                   |                                                   | Nevena Rendeli         |         |
| Danemark           | DR1                                                                  | DR1                               | DR1                                               | Louise Wolff           | [ 112 ] |
| Danemark           | Ole Tøpholm                                                          |                                   |                                                   | Louise Wolff           | [ 112 ] |
| Espagne            | La 1                                                                 | La 1                              | La 1                                              | Elena S. Sánchez       | [ 113 ] |
| Espagne            | José María Íñigo                                                     |                                   |                                                   | Elena S. Sánchez       | [ 113 ] |
| Estonie            | (et) ETV                                                             | (et) ETV                          | (et) ETV                                          | Getter Jaani           |         |
| Estonie            | Marko Reikop                                                         |                                   |                                                   | Getter Jaani           |         |
| Finlande           | Yle TV2, Yle HD                                                      | Yle TV2, Yle HD                   | Yle TV2, Yle HD                                   | Mr Lordi               | ,       |
| Finlande           | (fi) Tarja Närhi et Tobias Larsson (sv) Eva Frantz et Johan Lindroos |                                   |                                                   | Mr Lordi               | ,       |
| Finlande           | Yle Radio Vega                                                       | Yle Radio Vega                    | Yle Radio Vega                                    | Mr Lordi               | [ 115 ] |
| Finlande           | (sv) Eva Frantz et Johan Lindroos                                    |                                   |                                                   | Mr Lordi               | [ 115 ] |
| Finlande           | Yle Radio Suomi                                                      | Yle Radio Suomi                   | Yle Radio Suomi                                   | Mr Lordi               | [ 116 ] |
| Finlande           | (fi) Sanna Kojo et Jorma Hietamäki                                   |                                   |                                                   | Mr Lordi               | [ 116 ] |
| France             | Non-diffusée                                                         | France Ô                          | France 3                                          | Amaury Vassili         | ,       |
| France             | Non-diffusée                                                         | Audrey Chauveau et Bruno Berberes | Cyril Féraud et Mireille Dumas                    | Amaury Vassili         | ,       |
| France             | Non-diffusées                                                        | Non-diffusées                     | France Bleu                                       | Amaury Vassili         |         |
| France             | Non-diffusées                                                        | Non-diffusées                     | Fabien Lecœuvre et Serge Poezevara                | Amaury Vassili         |         |
| Géorgie            | Première Chaîne                                                      | Première Chaîne                   | Première Chaîne                                   | Sopho Toroshelidze     |         |
| Géorgie            | Temo Kvirkvelia                                                      |                                   |                                                   | Sopho Toroshelidze     |         |
| Grèce              | NET                                                                  | NET                               | NET                                               | Adriana Magania        | [ 119 ] |
| Grèce              | Maria Kozakou                                                        |                                   |                                                   | Adriana Magania        | [ 119 ] |
| Hongrie            | m1                                                                   | m1                                | m1                                                | Éva Novodomszky        | [ 120 ] |
| Hongrie            | Gábor Gundel Takács                                                  |                                   |                                                   | Éva Novodomszky        | [ 120 ] |
| Irlande            | RTÉ Two                                                              | RTÉ Two                           | RTÉ One                                           | Gráinne Seoige         | [ 121 ] |
| Irlande            | Marty Whelan                                                         |                                   |                                                   | Gráinne Seoige         | [ 121 ] |
| Irlande            | Non-diffusées                                                        | Non-diffusées                     | RTÉ Radio One                                     | Gráinne Seoige         |         |
| Irlande            | Non-diffusées                                                        | Non-diffusées                     | Shay Byrne et Zbyszek Zalinski                    | Gráinne Seoige         |         |
| Islande            | RÚV                                                                  | RÚV                               | RÚV                                               | Matthías Matthíasson   | [ 122 ] |
| Islande            | Hrafnhildur Halldorsdóttir                                           |                                   |                                                   | Matthías Matthíasson   | [ 122 ] |
| Israël             | IBA                                                                  | IBA                               | IBA                                               | Ofer Nachshon          |         |
| Israël             | Pas de commentaires                                                  |                                   |                                                   | Ofer Nachshon          |         |
| Italie             | Rai 5                                                                | Non-diffusée                      | Rai 2                                             | Ivan Bacchi            | ,       |
| Italie             | Federica Gentile                                                     | Non-diffusée                      | Filippo Solibello et Marco Ardemagni              | Ivan Bacchi            | ,       |
| Lettonie           | LTV                                                                  | LTV                               | LTV                                               | Valters Frīdenbergs    | ,       |
| Lettonie           | Valters Frīdenbergs                                                  | Valters Frīdenbergs               | Valters Frīdenbergs et Kārlis Būmeistars          | Valters Frīdenbergs    | ,       |
| Lituanie           | LRT                                                                  | LRT                               | LRT                                               | Ignas Krupavičius      |         |
| Lituanie           | Darius Užkuraitis                                                    |                                   |                                                   | Ignas Krupavičius      |         |
| Macédoine du Nord  | MRT                                                                  | MRT                               | MRT                                               | Kristina Talevska      |         |
| Macédoine du Nord  | Karolina Petkovska                                                   |                                   |                                                   | Kristina Talevska      |         |
| Malte              | TVM                                                                  | TVM                               | TVM                                               | Keith Demicoli         |         |
| Malte              | Ronald Briffa et Elaine Saliba                                       |                                   |                                                   | Keith Demicoli         |         |
| Moldavie           | Moldova 1                                                            | Moldova 1                         | Moldova 1                                         | Olivia Fortuna         |         |
| Moldavie           | Marcel Spătari                                                       |                                   |                                                   | Olivia Fortuna         |         |
| Monténégro         | TVCG 1                                                               | TVCG 1                            | TVCG 1                                            | Marija Marković        |         |
| Monténégro         | Dražen Bauković et Tamara Ivanković                                  |                                   |                                                   | Marija Marković        |         |
| Norvège            | NRK1                                                                 | NRK1                              | NRK1                                              | Nadia Hasnaoui         | [ 127 ] |
| Norvège            | Olav Viksmo Slettan                                                  |                                   |                                                   | Nadia Hasnaoui         | [ 127 ] |
| Pays-Bas           | NPO 1                                                                | NPO 1                             | NPO 1                                             | Viviënne van den Assem | ,       |
| Pays-Bas           | Jan Smit et Daniël Dekker                                            |                                   |                                                   | Viviënne van den Assem | ,       |
| Portugal           | RTP1                                                                 | RTP1                              | RTP1                                              | Joana Teles            | [ 130 ] |
| Portugal           | Pedro Granger                                                        |                                   |                                                   | Joana Teles            | [ 130 ] |
| Roumanie           | TVR1                                                                 | TVR1                              | TVR1                                              | Paula Seling           | [ 131 ] |
| Roumanie           | Gianina Corondan et Leonard Miron                                    |                                   |                                                   | Paula Seling           | [ 131 ] |
| Royaume-Uni        | BBC Three                                                            | BBC Three                         | BBC One                                           | Scott Mills            | [ 132 ] |
| Royaume-Uni        | Scott Mills et Sara Cox                                              | Scott Mills et Sara Cox           | Graham Norton                                     | Scott Mills            | [ 132 ] |
| Royaume-Uni        | Non-diffusées                                                        | Non-diffusées                     | BBC Radio 2                                       | Scott Mills            | [ 133 ] |
| Royaume-Uni        | Non-diffusées                                                        | Non-diffusées                     | Ken Bruce                                         | Scott Mills            | [ 133 ] |
| Russie             | Russia 1                                                             | Russia 1                          | Russia 1                                          | Oxana Fedorova         | [ 134 ] |
| Russie             | Olga Shelest et Dmitry Guberniev                                     |                                   |                                                   | Oxana Fedorova         | [ 134 ] |
| Saint-Marin        | San Marino RTV                                                       | San Marino RTV                    | San Marino RTV                                    | Monica Fabbri          | [ 135 ] |
| Saint-Marin        | Lia Fiorio et Gigi Restivo                                           |                                   |                                                   | Monica Fabbri          | [ 135 ] |
| Serbie             | RTS 1                                                                | RTS 1                             | RTS 1                                             | Maja Nikolić           | [ 136 ] |
| Serbie             | Dragan Ilić                                                          | Duška Vučinić-Lučić               | Duška Vučinić-Lučić                               | Maja Nikolić           | [ 136 ] |
| Slovaquie          | Jednotka, Rádio Slovensko                                            | Jednotka, Rádio Slovensko         | Jednotka, Rádio Slovensko                         | Mária Pietrová         |         |
| Slovaquie          | Roman Bomboš                                                         |                                   |                                                   | Mária Pietrová         |         |
| Slovénie           | TV SLO 2                                                             | TV SLO 2                          | TV SLO 1                                          | Lorella Flego          |         |
| Slovénie           | Andrej Hofer                                                         |                                   |                                                   | Lorella Flego          |         |
| Suède              | SVT1                                                                 | SVT1                              | SVT1                                              | Sarah Dawn Finer       | [ 137 ] |
| Suède              | Edward af Sillén et Gina Dirawi                                      |                                   |                                                   | Sarah Dawn Finer       | [ 137 ] |
| Suède              | Sveriges Radio P3                                                    |                                   |                                                   | Sarah Dawn Finer       |         |
| Suède              | Carolina Norén et Björn Kjellman                                     |                                   |                                                   | Sarah Dawn Finer       |         |
| Suisse             | (de) SF zwei                                                         | Non-diffusée                      | (de) SF zwei                                      | Sara Hildebrand        | [ 138 ] |
| Suisse             | Sven Epiney                                                          | Non-diffusée                      | Sven Epiney                                       | Sara Hildebrand        | [ 138 ] |
| Suisse             | (fr) RTS Deux                                                        | Non-diffusée                      | (fr) RTS Deux                                     | Sara Hildebrand        | [ 139 ] |
| Suisse             | Jean-Marc Richard et Nicolas Tanner                                  | Non-diffusée                      | Jean-Marc Richard et Nicolas Tanner               | Sara Hildebrand        | [ 139 ] |
| Suisse             | (it) RSI La 2                                                        | Non-diffusée                      | (it) RSI La 1                                     | Sara Hildebrand        | [ 140 ] |
| Suisse             | Clarissa Tami et Paolo Meneguzzi                                     | Non-diffusée                      | Clarissa Tami et Paolo Meneguzzi                  | Sara Hildebrand        | [ 140 ] |
| Turquie            | TRT                                                                  | TRT                               | TRT                                               | Ömer Önder             | [ 141 ] |
| Turquie            | Bülend Özveren et Erhan Konuk                                        |                                   |                                                   | Ömer Önder             | [ 141 ] |
| Ukraine            | Pershyi Natsionalnyi                                                 | Pershyi Natsionalnyi              | Pershyi Natsionalnyi                              | Oleksiy Matias         | [ 142 ] |
| Ukraine            | Timour Mirochnytchenko et Tetiana Terekhova                          |                                   |                                                   | Oleksiy Matias         | [ 142 ] |

### Dans les autres pays
| Pays         | Diffuseur et commentateur(s)               | Diffuseur et commentateur(s) | Diffuseur et commentateur(s) | Réf.    |
| Pays         | Première demi-finale                       | Deuxième demi-finale         | Finale                       | Réf.    |
| ------------ | ------------------------------------------ | ---------------------------- | ---------------------------- | ------- |
| Arménie      | Arménie 1                                  | Arménie 1                    | Arménie 1                    | ,       |
| Arménie      | Gohar Gasparyan                            |                              |                              | ,       |
| Australie    | SBS                                        | SBS                          | SBS                          | [ 145 ] |
| Australie    | Julia Zemiro et Sam Pang                   |                              |                              | [ 145 ] |
| Kazakhstan   | Arna Media                                 | Arna Media                   | Arna Media                   | [ 146 ] |
| Kazakhstan   | Norberg Makhambetov et Kaldybek Zhaysanbay |                              |                              | [ 146 ] |
| Kirghizistan | OTRK                                       | OTRK                         | OTRK                         |         |
| Kirghizistan | Elmar Osmonov et Aibek Akmatov             |                              |                              |         |

### Audiences
En 2012, la finale du concours est vue par 63,9 millions de téléspectateurs à travers le monde,. Le nombre de téléspectateurs est en baisse de 8,7 % en 2012 par rapport à 2011, quand le concours à Düsseldorf avait rassemblé 70 millions de téléspectateurs,. Il s'agit également du score le plus bas pour une finale de l'Eurovision depuis le concours 2008 qui avait réuni 64 millions de personnes,. Enfin, en ce qui concerne les demi-finales, la première a réuni 19,4 millions de téléspectateurs et la seconde 19,6 millions de personnes,.
En France, la finale, diffusée sur France 3, réunit 3 984 000 téléspectateurs soit environ 23 % du public et est le deuxième programme le plus regardé de la soirée derrière le huitième épisode de Koh-Lanta : La Revanche des héros, diffusé sur TF1, qui réunit un peu moins de 5,2 millions de personnes. Toutefois, le nombre de téléspectateurs est également en baisse par rapport à 2011 puisque le concours avait réuni 4,9 millions de téléspectateurs soit 26,7 % du public et était le programme le plus regardé de la soirée,.
Dans le reste de l'Europe, le concours rassemble en Belgique, respectivement, 159 896 (16 % du public) et 559 504 (40 % du public) téléspectateurs sur La Une (pour la Wallonie et Bruxelles) et Één (pour la Flandre). Au Royaume-Uni, la finale, diffusée sur BBC One, réunit en moyenne 7,47 millions de téléspectateurs soit 36,2 % du public avec un pic d'audience de 9,6 millions de personnes tandis qu'en Espagne, le festival, diffusé sur La 1, est regardé par une moyenne de 6,5 millions de personnes avec un pic d'audience de 8,6 millions de personnes lors de la performance de Pastora Soler. Enfin, la finale est également vue par notamment 8,3 millions d'Allemands, 3,24 millions de Suédois, 3,1 millions de Serbes, 2,4 millions de Grecs, 1,4 million d'Italiens ou encore par 500 000 Australiens.

## Prix Marcel-Bezençon
Les prix Marcel-Bezençon sont remis pour la première fois durant le Concours Eurovision de la chanson 2002 à Tallinn en Estonie pour honorer les meilleures chansons en compétition lors de la finale. Fondés par Christer Björkman (représentant de la Suède lors du Concours 1992 et actuel chef de délégation de ce pays) et Richard Herrey (membre des Herreys et vainqueur suédois du Concours 1984), les prix portent le nom du créateur de la compétition annuelle, Marcel Bezençon. Les prix, remis tous les ans, sont répartis en trois catégories : le prix de la presse attribué par les médias accrédités à la meilleure chanson, le prix de la meilleure performance artistique attribué au meilleur artiste par les commentateurs du concours et, enfin, le prix de la meilleure composition attribué par les auteurs-compositeurs participants aux meilleurs compositeurs de la soirée.
| Catégorie                                   | Pays        | Chanson             | Interprète(s)   | Compositeur(s)                                           |
| ------------------------------------------- | ----------- | ------------------- | --------------- | -------------------------------------------------------- |
| Prix de la meilleure performance artistique | Suède       | Euphoria            | Loreen          | Thomas G:son, Peter Boström                              |
| Prix de la meilleure composition            | Suède       | Euphoria            | Loreen          | Thomas G:son, Peter Boström                              |
| Prix de la presse                           | Azerbaïdjan | When the Music Dies | Sabina Babayeva | Anders Bagge, Sandra Bjurman, Stefan Örn, Johan Kronlund |